# (72528) 2001 DH95
2001 دي إتش 95 (ويعرف أيضًا باسم (72528) 2001 دي إتش 95 وفق تسمية الكوكب الصغير) (بالإنجليزية: 2001 DH95)‏ هو كويكب ضمن حزام الكويكبات؛ وترتيبه 72528 من حيث الاكتشاف.
اكتُشف هذا الجُرم الفلكي بواسطة تعقب الأجرام القريبة من الأرض في 18 فبراير 2001.

## وصلات خارجية
- (72528) 2001 DH95 في قاعدة بيانات مختبر الدفع النفاث لأجرام النظام الشمسي الصغيرة

- الاكتشاف · مخطط المدار ·  العناصر المدارية · المعلمات المادية

- (72528) 2001 DH95 على موقع ويكي سكاي: DSS2, SDSS, GALEX, IRAS, Hydrogen α, X-Ray, Astrophoto, Sky Map, Articles and images